# Краніологія

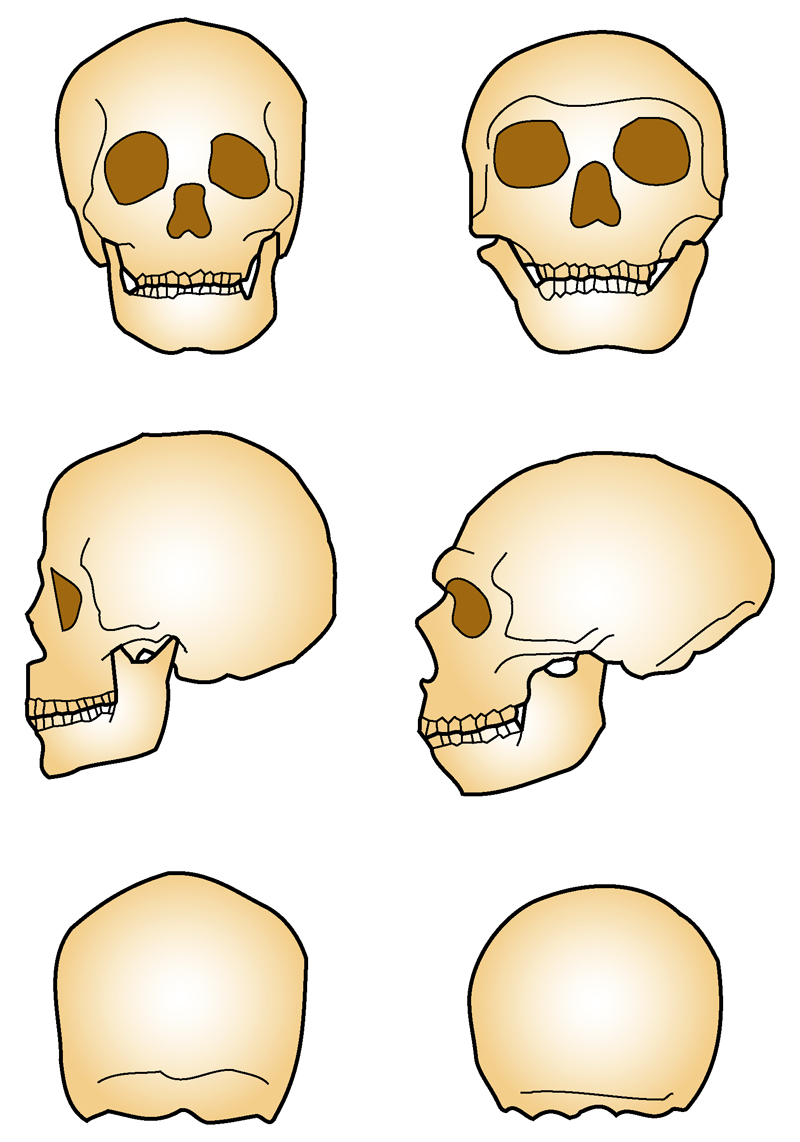
Черепи неандертальця (праворуч) і сучасної людини

Краніологія (від дав.-гр. κρανίον — череп і λόγος — слово) — комплекс наукових дисциплін, що вивчають нормальні варіації форми черепа у  хребетних тварин.
Для характеристики будови черепа використовують вимірювальні ознаки (краніометрія), описові (краніоскопія), а також визначають індивідуальні особливості будови за допомогою спеціальних приладів, що дозволяють отримати зображення черепа у різних площинах і проєкціях (краніографія). Краніологічні дослідження широко застосовуються в антропології. У морфології людини досліджують закономірності мінливості і зв'язків ознак будови черепа, вікові зміни, статеві відмінності, для вирішення загальнотеоретичних проблем і для завдань прикладної антропології. У вченні про антропогенез, дані краніології використовують при характеристиці етапів фізичної еволюції людини і мавп, що дозволяє виділити комплекси особливостей, властиві послідовним стадіям формування черепа. У расознавстві на основі вивчення черепного матеріалу робляться припущення щодо шляхів диференціації расових типів. Зіставлення краніологічних серій однієї або різних епох, пов'язаних з певною територією, виявляє схожість або відмінність древнього населення цих територій. Широку популярність здобули роботи, що стосуються відновлення по черепу вигляду прадавніх і сучасних людей.